# Église Saint-Sauveur d'Aix-la-Chapelle
Pour les articles homonymes, voir Église Saint-Sauveur.
L’église Saint-Sauveur est une église catholique romaine sur le Salvatorberg (de) à Aix-la-Chapelle. Le bâtiment actuel est achevé en 1886. Les bâtiments précédents sont mentionnés pour la première fois vers l'an 840.

## Abbaye
En 997, la riche veuve Alda fonde une communauté monastique pour les jeunes femmes nées libres qui vivent selon l'ordre de Saint-Benoît. L'empereur Otton III confirme cette dotation et permet au nouvel ordre de construire son bâtiment monastique au nord de la chapelle Saint-Sauveur existante. De plus, il transfère à l'ordre la chapelle appartenant à l'abbaye de Prüm, ainsi que cinq propriétés lucratives. Les religieuses dédient le complexe du monastère à la fois au Salvator Mundi et à Corona (de). Bien que dans les années suivantes, la chapelle elle-même dut enregistrer plusieurs changements de propriété causés par les dirigeants en place, les religieuses peuvent toujours tenir leurs heures de prière dans le chœur des religieuses attaché au nord de la chapelle. Enfin, en 1147, les cisterciennes reçoivent le bâtiment du monastère, mais s'installent à Burtscheid vers 1220, où elle reprennent l'abbaye. Une communauté religieuse pour la suite n'est pas trouvée, également parce que le climat sur la colline aride à cette époque est froid, humide et chargé de courants d'air, les religieuses se plaignent souvent de maladies pulmonaires et bronchiques. Peter Cappuccio, le cardinal du comte Guillaume II de Hollande, prend brièvement possession du bâtiment du monastère pendant le siège d'Aix-la-Chapelle et y réside. Après que Guillaume est couronné anti-roi le 1er novembre 1248, il transfère le complexe du monastère à la cathédrale et confirme la promesse précédente de donation. Au cours des siècles suivants, le bâtiment du monastère sur le Salvatorberg reste vide et est laissé à l'abandon. Le chœur des religieuses de l'église du monastère, devenu inutile, est alors transformé en sacristie.
Les oblats de Marie-Immaculée, présents à Aix-la-Chapelle depuis l'époque prussienne, reprennent le complexe du monastère et en 1949 laissent la chapelle Saint-Sauveur gravement endommagée et un an plus tard, le bâtiment délabré du monastère qui est reconstruit selon les plans de Wilhelm K. Fischer.
En novembre 2010, le projet de vente du monastère est enfin connu. Le 31 décembre 2012, les trois derniers frères de la congrégation des oblats de Marie-Immaculée partent.
En 2018, l'église Saint-Sauveur est entièrement restaurée. Les coûts de la rénovation intérieure s'élèvent à environ 220 000 euros, dont 60 000 euros sont couverts par la Fondation allemande pour la protection des monuments (DSD).

## Église
L'église abbatiale sur le Salvatorberg émerge d'une ancienne chapelle de cimetière que Louis le Pieux fait construire vers 840. À peine 30 ans plus tard, son fils Louis le Germanique la décrit comme délabrée. Selon un document daté du 17 octobre 870, dans lequel la chapelle est officiellement désignée pour la première fois sous le nom de chapelle Saint-Sauveur, il la place ensuite sous la garde de l'abbaye de Prüm. L'abbé Ansbald de Prüm (de) fait restaurer et reconsacrer la chapelle. En 997, l'empereur Otton III lègue la chapelle au monastère bénédictin nouvellement fondé sur le Salvatorberg, mais dès 1005, l'année de la consécration de l'église Saint-Adalbert (de), son successeur, Henri II, la déclare propriété de la collégiale de Saint-Adalbert. Vers 1039, l'empereur Henri III ordonne la construction d'une nouvelle basilique à piliers à toit plat et à trois nefs à la place de l'ancienne chapelle, que son fils Henri IV, encore mineur, transfère à la cathédrale d'Aix-la-Chapelle en 1059 avec l'autorisation de sa mère, la régente régnante Agnès de Poitiers. La chapelle Saint-Sauveur le sera jusqu'à la sécularisation en 1802.
La chapelle du Salvatorberg acquiert une réputation importante en tant qu'église de pèlerinage, ce qui conduit à la construction de la nouvelle porte d'Aix-la-Chapelle vers 1175. Plus tard, la chapelle n'est que rarement mentionnée dans les sources. Saint-Sauveur est mentionné lors d'une visite en 1691, au cours de laquelle, entre autres, d'importantes lacunes structurelles ont été soulignées. Après que la chapelle ait continué à se détériorer au cours des décennies suivantes, des restaurations et des rénovations ont lieu encore et encore entre 1750 et 1800, mais la détérioration supplémentaire ne peut pas être arrêtée à long terme.
Après la sécularisation, l'évêque d'Aix-la-Chapelle, Marc-Antoine Berdolet, reçoit l'église Saint-Sauveur par décret du 12 juillet 1806, il fait alors don d'une grande partie du mobilier, dont deux cloches, à l'ancien couvent des Augustins de la Pontstraße (de). L'évêque confie la construction de l'église elle-même, ainsi que les dépendances associées, ainsi que les appartements du recteur et du locataire et les terres attenantes, à l'Institut Joséphinien, une institution pour les pauvres et une infirmerie à Aix-la-Chapelle. Dans les années qui suivent, la dégradation de l'ancienne église se poursuit et il devient évident qu'un nouveau bâtiment est nécessaire.
En 1883, le maître d'œuvre de la ville d'Aix-la-Chapelle, Joseph Laurent (de), est chargé de reconstruire l'église médiévale. En raison de la structure déficiente du bâtiment existant, un nouveau bâtiment sous la forme d'une basilique à trois nefs de style néo-roman est construit en 1886.
L'église est gravement endommagée pendant la Seconde Guerre mondiale, puis reconstruite à l'ancienne en 1949 sur ordre des Oblats de Marie-Immaculée selon les plans de Wilhelm K. Fischer. Les vitraux sont conçus en 1951 par Anton Wendling (de) comme un ornement en demi-cercle et faits de verre antique et de plomb et installées. En 1954, une petite chapelle Fátima est aménagée dans le bas-côté droit et en 1957, le chœur et les autels sont repensés selon les plans de Peter Salm (de). En 1964, l'église reçoit de nouvelles fenêtres basées sur une conception d'Ingeborg Hintzen. En 1966, le sanctuaire est repensé et des zones individuelles de l'église sont artistiquement peintes par l'Aixois Peter Hodiamont (de). De plus, dans la zone d'entrée à gauche se trouve un portrait du saint catholique Eugène de Mazenod, fondateur de la Congrégation missionnaire des Oblats.
Le 17 avril 1966, a lieu la consécration de l'église Saint-Sauveur par l'évêque d'Aix-la-Chapelle Johannes Pohlschneider (de). Après la fermeture du monastère affilié, l'église, avec l'abbaye Saint-Sauveur, appartient à nouveau à la ville d'Aix-la-Chapelle.